# Pseudojuloides cerasinus
Pseudojuloides cerasinus är en fiskart som först beskrevs av Snyder, 1904.  Pseudojuloides cerasinus ingår i släktet Pseudojuloides och familjen läppfiskar. Inga underarter finns listade i Catalogue of Life.